# Falco peregrinus
Il falco pellegrino (Falco peregrinus Tunstall, 1771) è un uccello rapace della famiglia dei Falconidi diffuso quasi in tutto il mondo: Europa, Asia, Africa, Nordamerica, Sudamerica e Oceania. Nel nome scientifico la parola peregrinus (utilizzata per indicare la specie) fa riferimento alla colorazione scura delle penne del capo, che ricordano un cappuccio nero simile a quello che erano soliti indossare i pellegrini.
Il falco pellegrino è noto per l'elevata velocità. Si ritiene possa raggiungere in picchiata una velocità massima di 385 km/h e ciò lo rende l'animale più veloce del pianeta.

## Descrizione
Il falco pellegrino ha una lunghezza compresa tra 35 e 58 cm, e un'apertura alare di 80–120 cm. Maschi e femmine hanno piumaggio simile ma, come in molti altri rapaci, sono caratterizzati da un marcato dimorfismo sessuale per cui le femmine sono circa il 30% più grandi dei maschi. Il peso varia quindi dai 439-850 g dei maschi, ai 750-1250 g delle femmine. Le fluttuazioni dei valori tengono conto anche delle sottospecie.

Silhouette in volo, vista da sotto

Il dorso e le ali appuntite degli adulti sono solitamente di un colore che va dal nero bluastro al grigio ardesia, con alcune striature caratteristiche delle sottospecie. La punta delle ali è nera.
La parte inferiore è striata con sottili bande marrone scuro o nere. La coda, dello stesso colore del dorso ma con striature nette, è lunga, sottile e arrotondata alla fine con una punta nera e una banda bianca a ciascuna estremità. La testa nera contrasta con i fianchi chiari del collo e la gola bianca. La "cera" del becco e le zampe sono gialle, mentre il becco e gli artigli sono neri. La punta del becco ha un intaglio, risultato di un adattamento biologico, che permette al falco di uccidere le prede spezzando loro le vertebre cervicali del collo.
I giovani immaturi sono caratterizzati da un colore più bruno con parti inferiori striate invece che barrate; la "cera" e l'anello orbitale è blu pallido.

### Identificazione

Silhouette del falco pellegrino: a sinistra, in volo; a destra, in preparazione della picchiata

Il falco pellegrino è facilmente distinguibile dalla poiana comune (Buteo buteo) per il suo corpo compatto e la sua silhouette più agile, le ali sono strette e a punta e non larghe e frangiate all'estremità come nella poiana. Notevoli sono i suoi colpi d'ala veloci e vigorosi che nella poiana sono più lenti. Meno facile è distinguerlo dal gheppio, più piccolo e snello, con la coda poco più lunga, ma per il resto simile. Il falco pellegrino, a differenza del gheppio, non assume mai il cosiddetto "atteggiamento dello Spirito Santo" durante la caccia, utile per la cattura di insetti e roditori, che consiste nel librarsi fermo nell'aria grazie a piccoli movimenti delle ali e della coda.

## Biologia

### Alimentazione

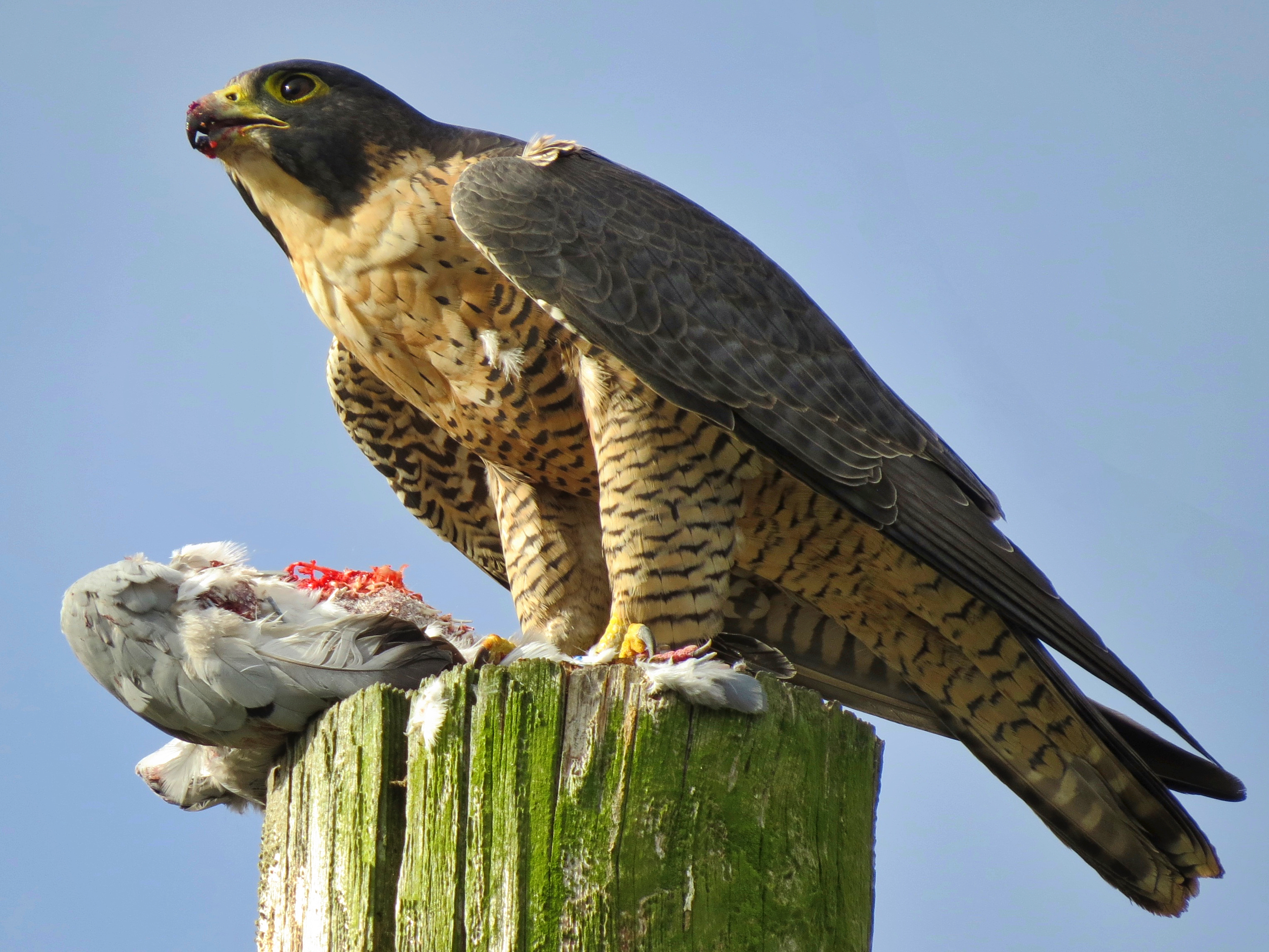
Falco pellegrino con colombaccio

I metodi di caccia del falco pellegrino sono tutti condizionati dalle sue caratteristiche fisiche. Il falco pellegrino è un abile cacciatore in grado di attaccare anche le prede a mezz'aria. Contrariamente a quanto si crede, esso non è in grado di volare in orizzontale a velocità importanti. R. Meinerzhaghen ha cronometrato numerosi esemplari in inseguimento di prede, potendo constatare che la velocità massima va collocata fra i 105 e i 110 chilometri orari: insufficiente, per esempio, per raggiungere il colombaccio (Columba palumbus) o il piccione (Columba livia) o ancora la maggior parte delle anatre selvatiche, cioè molte delle sue prede principali. Al contrario, nella picchiata, il falco pellegrino è imbattibile. Mebs ha cronometrato più volte un esemplare, lanciatosi dal campanile della cattedrale di Colonia, a velocità fra i 252 e i 324 chilometri all'ora.
Ma il falco, normalmente, caccia da altezze ben maggiori, dalle quali dovrebbe raggiungere e forse superare la velocità limite di cui il suo corpo, ad ali chiuse, è capace (in breve, velocità critica è quella che un corpo, di determinati peso e forma, può raggiungere, accelerato dalla forza di gravità e rallentato dalla resistenza dell'aria). Hangte, nel 1968, ha potuto calcolare che la velocità critica del falco pellegrino è da collocarsi fra i 368 e i 384 chilometri all'ora.
Un'altra caratteristica importante del falco pellegrino è la rigidità delle penne remiganti, importante per la manovrabilità alla fine della picchiata. Ma penne rigide significa anche penne fragili. Quindi la cattura deve sempre avvenire in spazi aperti, evitando il rischio di colpi con rami e perfino fogliame. In conseguenza, la strategia di caccia del falco pellegrino consiste nel tentativo di portarsi in posizione dominante nei confronti della probabile preda. Questo può essere ottenuto in uno dei seguenti modi: trovare un posatoio in posizione elevata, per esempio su un monte; guadagnare quota, quasi sempre sfruttando una termica, e poi pattugliare dall'alto i terreni favorevoli, e infine, più di rado, aggredire una preda dal basso, spingerla a fuggire verso quote altissime e, se è capace di portarsi sopra di lei, infine inseguirla in picchiata.
La cattura vera e propria avviene con la cosiddetta "stoccata", un colpo sferrato con entrambi gli artigli, che dovrebbe tramortire, sbilanciare, o ferire la preda, che cade a terra, dove viene uccisa con il potente becco. Più raramente il falco ghermisce la preda (come invece fanno i falchi che cacciano all'inseguimento). Mai la colpisce con il becco o (come sostiene qualche antico testo) con il petto. Da quanto abbiamo detto, si può capire che, salvo su terreni innevati o molto nudi, il falco pellegrino non caccia mai a terra e mai animali terrestri. Il fabbisogno quotidiano del falco pellegrino è pari a circa 140 grammi di carne. Con i bocconi inghiotte volentieri un poco di piume, che poi rigetta il mattino dopo, prima di riprendere le attività venatorie.

### Riproduzione

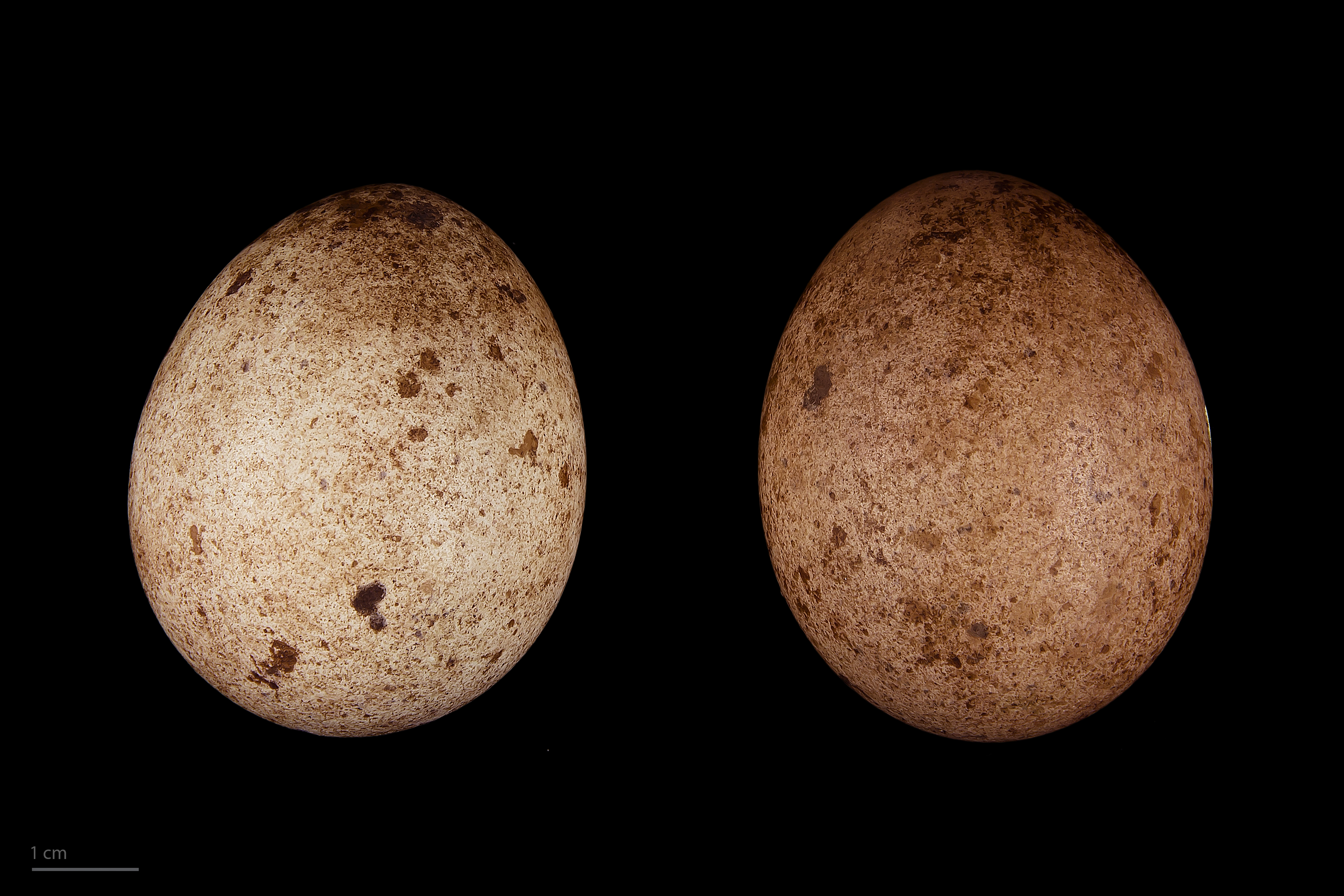
Falco peregrinus

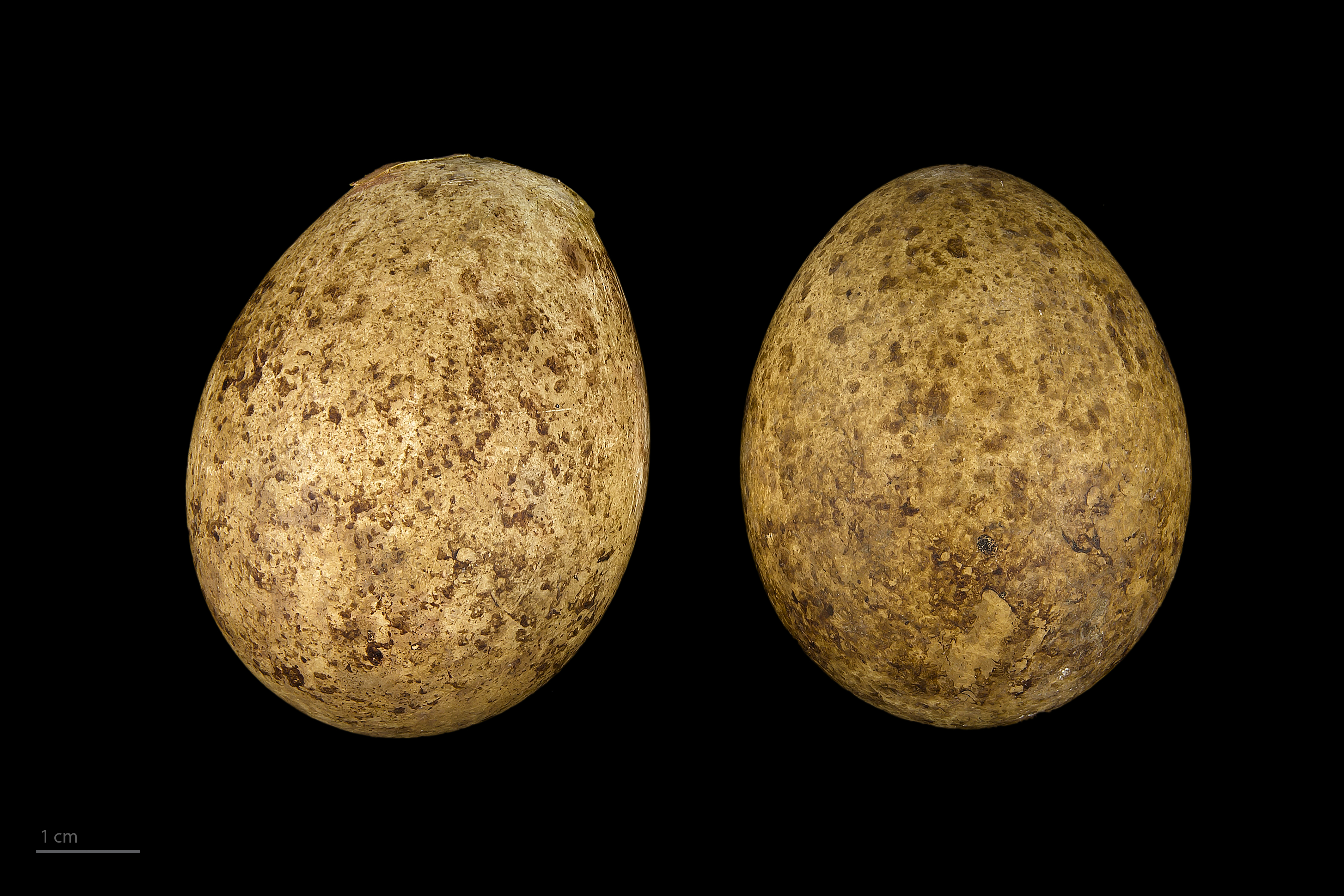
Falco peregrinus madens

La specie nidifica in zone rocciose (rupi, faraglioni) e si spinge anche agli edifici urbani che vanno dai ruderi e le cascine abbandonate, fino ai grattacieli. Dal nido i partner possono coprire grandi distanze in volo solo per cacciare. I partner di una coppia di falchi pellegrini rimangono insieme perlopiù per tutta la vita e si accoppiano nuovamente in caso di morte di uno dei partner. La durata della cova dura dai 32 ai 37 giorni, in funzione della latitudine e dalla percentuale di umidità della zona prescelta per la cova. La covata può prevedere da 2 a 6 uova (casi eccezionali) con solitamente 3/4 uova come standard usuale.
Il falco pellegrino raggiunge in media un'età massima di 17 anni allo stato brado, ma sono stati osservati in cattività casi in cui dei soggetti superavano l'età di 20 anni.

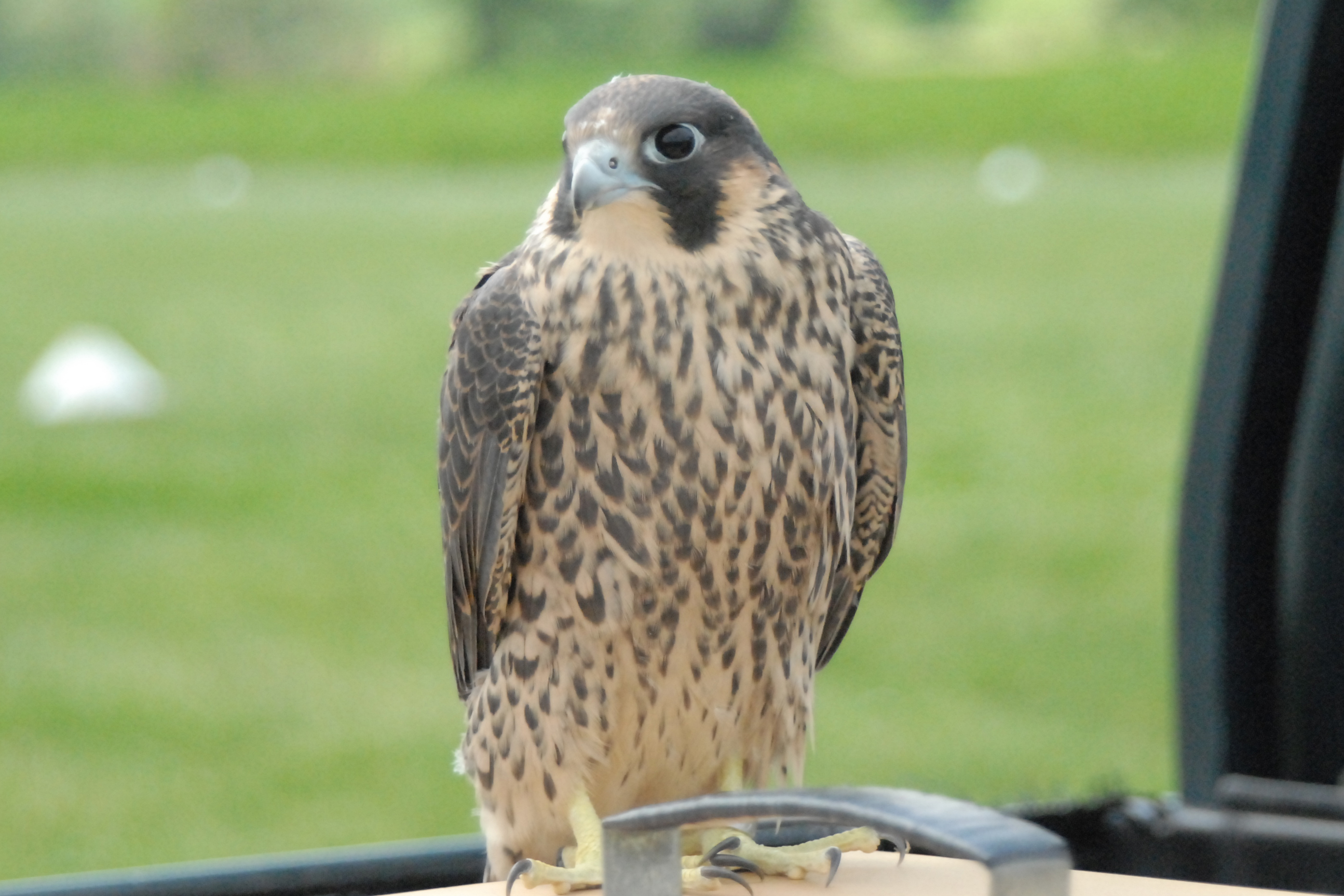
Esemplare di falco pellegrino

Il falco pellegrino è stato uccello dell'anno nel 1971.

## Distribuzione e habitat
Il falco pellegrino ha una distribuzione cosmopolita: può contare 21 sottospecie che popolano l'intero globo con esclusione dei poli; ciò determina un adattamento dedicato alle più svariate condizioni ambientali, dalla tundra artica ai deserti australiani. In natura il falco pellegrino predilige ripide rupi come luogo di cova, molto più raramente nidi abbandonati di altri rapaci. In Italia caccia prevalentemente in spazi aperti ed è perciò osservabile in quasi tutti i biotopi - tuttavia prevalentemente negli spazi aperti e sui bacini lacustri con abbondanza di uccelli. In alcune città si è pure urbanizzato.
Cova anche in strutture architettoniche prominenti in alti palazzi come campanili delle chiese, vecchie fabbriche dove caccia prevalentemente piccioni (p.es. a Gottinga). Esempi di nidificazione in città italiane sono le tre coppie di falchi che hanno nidificato nella primavera 2013 sulla cima della Lanterna di Genova . Nel 2016 una coppia si è riprodotta sul campanile del Monastero di San Giovanni a Parma, dando alla luce ben quattro pulli. Nel 2014 una coppia di falchi pellegrini ha nidificato nel sottotetto del grattacielo Pirelli di Milano, a 125 metri dal suolo; ogni anno dal 2016, dopo un'installazione di webcam e di una vasca con ciottoli per favorire la nidificazione, viene osservata la vita dei due falchi (Giulia e Giò) nel sottotetto del grattacielo Pirelli a Milano. Nel 2017, nel 2018, nel 2019, nel 2020 e nel 2021 Giulia ha deposto tre uova (uno dei nati del 2018 morirà schiantandosi contro una vetrata e un uovo deposto nel 2019 non si schiuderà), quattro nel 2022, nel 2023 e nel 2024 e nuovamente tre nel 2025 (di cui uno morirà poco dopo aver preso il volo) Si può seguire la vita di Giò e Giulia tramite una webcam sul sito Mediaportal della Regione Lombardia.
Nella città di Bologna una coppia di falchi pellegrini dal 2000 nidifica su una delle torri del distretto della Fiera di Bologna, torri progettate da Kenzō Tange, per la precisione al 13º piano della torre civico 38. Ormai ogni anno curiosi e appassionati, armati di binocolo si appostano per osservare le evoluzioni delle coppie e dei pulli. Un'altra coppia si è stabilita dal 2006 in una nicchia della Basilica di San Petronio.

## Tassonomia

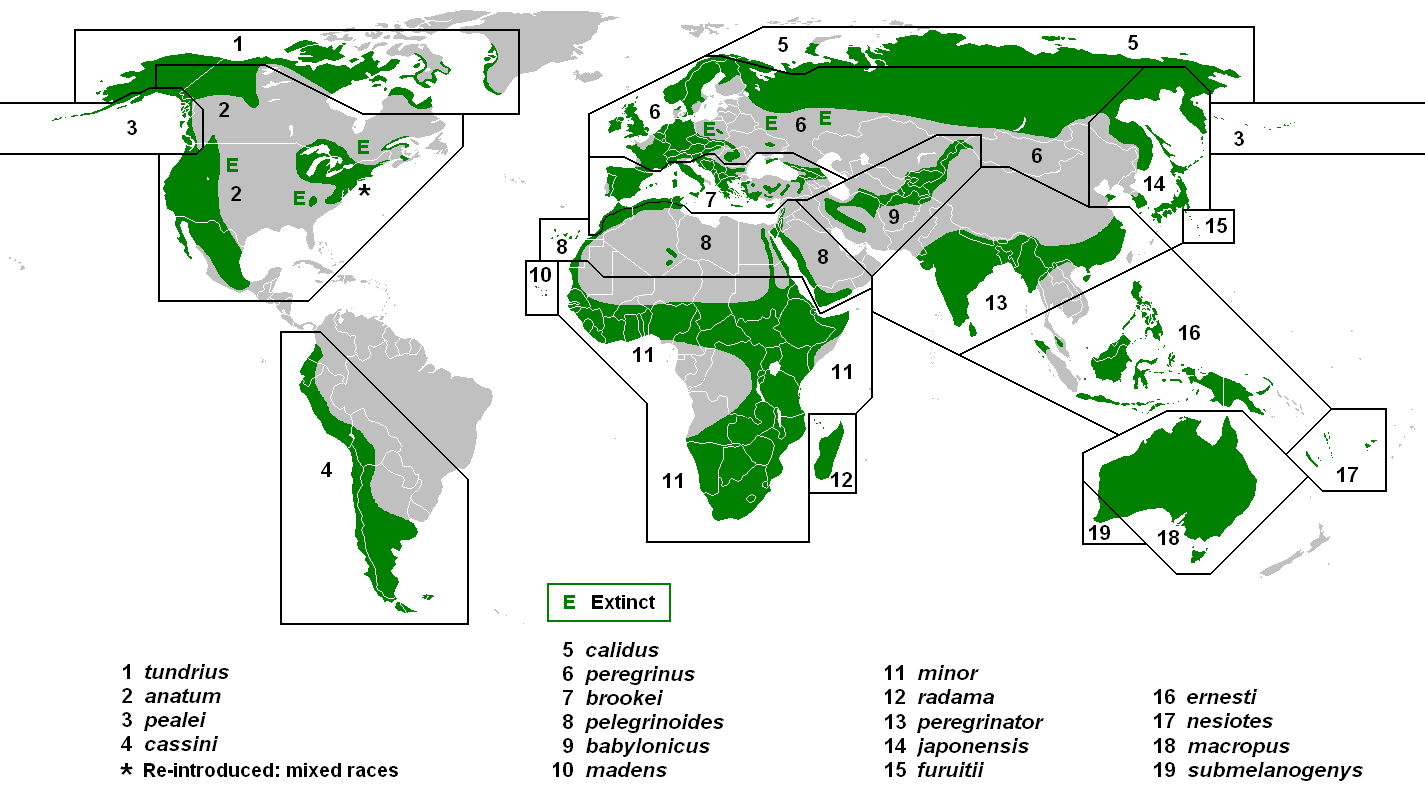
Areale di riproduzione delle varie sottospecie

Sono state descritte numerose sottospecie di falco pellegrino e di queste 19 sono accettate dall'Handbook of the Birds of the World.
- Falco peregrinus peregrinus, la sottospecie di riferimento, descritta da Tunstall nel 1771, si riproduce nella parte temperata dell'Eurasia tra la tundra a nord e i Pirenei, il Mar Mediterraneo e la cintura alpina a sud.[35] Nell'Europa è essenzialmente stanziale, mentre è migratore in Scandinavia e Asia. I maschi raggiungono un peso di 580-750 g, mentre le femmine pesano 925-1030 g.[10] La sottospecie comprende brevirostris, germanicus, rhenanus, e riphaeus.
- Falco peregrinus calidus, descritto da John Latham nel 1790, precedentemente conosciuto come leucogenys include il caeruleiceps. Si riproduce nella tundra artica dell'Eurasia, da Murmansk ai fiumi Jana e Indigirka, in Siberia. È completamente migratore e d'inverno si sposta verso sud fino all'Africa sub-sahariana. Vive prevalentemente attorno a insediamenti in zone umide.[36] È di colore più chiaro del peregrinus, specialmente sulla testa. I maschi pesano 588-740 g, le femmine 925-1333 g.[10]
- Falco peregrinus japonensis, descritto da Gmelin nel 1788, include kleinschmidti, pleskei; l'harterti sembra riferirsi a integrazioni con calidus. Si trova dal Nordest della Siberia alla Kamčatka (anche se forse qui è rimpiazzato dal pealei), e in Giappone. Le popolazioni del nord sono migratorie, quelle giapponesi stanziali. È simile al peregrinus, ma i giovani sono anche più scuri dei piccoli anatum.

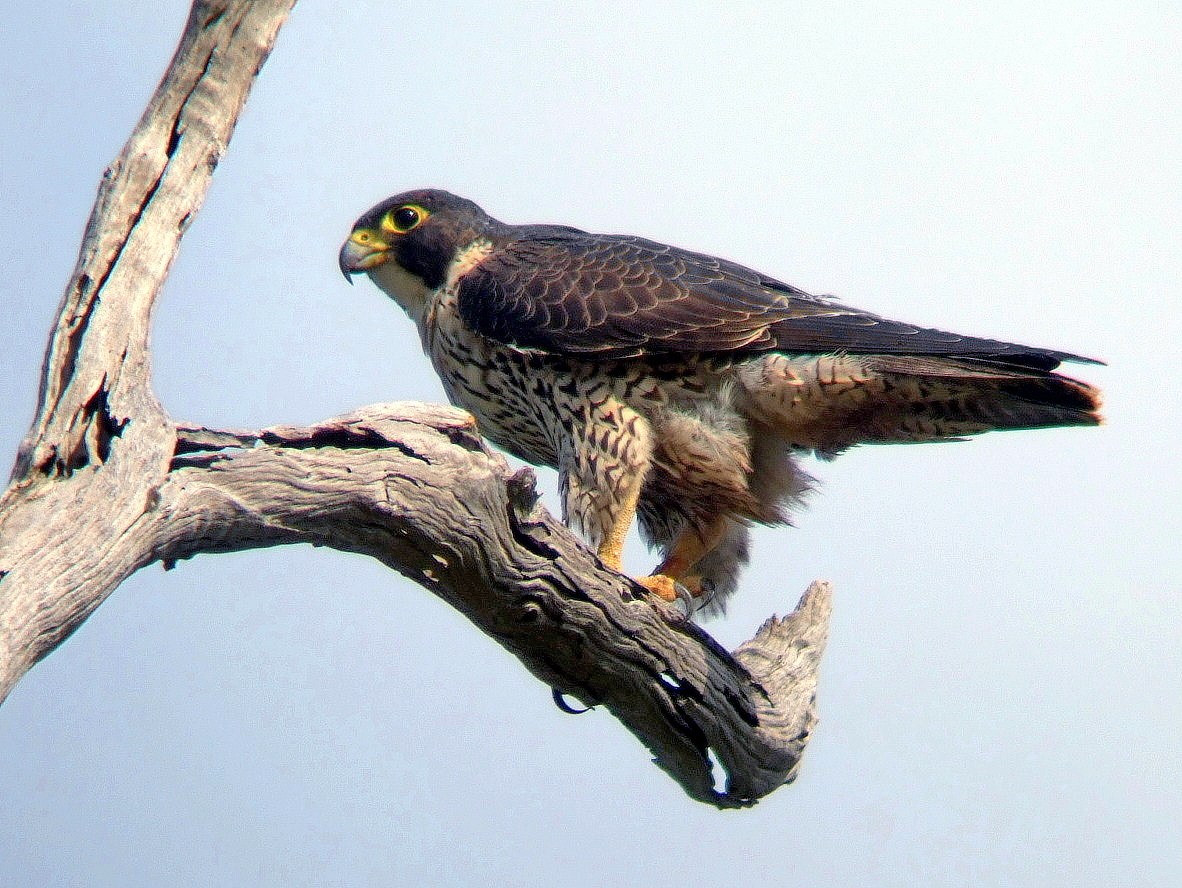
La sottospecie australiana F. p. macropus

- Falco peregrinus macropus, descritto da Swainson nel 1837 è il falco pellegrino australiano. Si trova in tutta l'Australia, tranne che nel Sud-ovest. È non migratore e simile al brookei nell'aspetto, ma è più piccolo e con la regione auricolare interamente nera; le zampe sono in proporzione più grandi.[11]
- Falco peregrinus submelanogenys, descritto da Mathews nel 1912, è il falco pellegrino del Sud-ovest dell'Australia; non migratore.
- Falco peregrinus peregrinator, descritto da Sundevall nel 1837, è noto come falco pellegrino indiano, Shahin nero o Shahin indiano.[37] Era noto in precedenza come Falco atriceps o Falco shahin. L'areale comprende l'Asia meridionale a partire dal Pakistan attraverso India, Bangladesh, Sri Lanka fino alla Cina sud occidentale. In India, lo Shaheen è presente in tutti gli Stati, eccetto l'Uttar Pradesh, soprattutto nelle regioni collinari e rocciose. È presente anche nelle isole Andamane e Nicobare.[38] Depone in genere da tre a quattro uova, con i pulcini in grado di volare dopo 48 giorni e una percentuale di sopravvivenza di 1,32 pulcini per nido. In India nidifica oltre che sulle scogliere, anche su edifici o strutture costruite dall'uomo come i ripetitori per la telefonia cellulare.[38] Nello Sri Lanka la stima di coppie in fase riproduttiva era di una quarantina nel 1996.[39] È non migratore, piccolo e scuro, con sottopancia rossiccio. Nello Sri Lanka questa sottospecie preferisce le colline più elevate, mentre il migratore calidus è avvistato più frequentemente lungo le coste.[40] In Pakistan è il simbolo della locale Aeronautica militare.
- Falco peregrinus anatum, descritto da Bonaparte nel 1838,[35] è conosciuto come falco pellegrino americano, o "falco anatra" come indica il suo nome scientifico. Attualmente vive prevalentemente nelle Montagne Rocciose, mentre in precedenza era comune in tutto il Nord America, dalla tundra al Messico settentrionale, dove gli sforzi di reintroduzione cercano di ristabilire la popolazione.[35] Gli adulti di anatum svernano nella zona di riproduzione, tranne quelli che si riproducono molto a nord. Gli esemplari più vagabondi che raggiungono l'Europa sembrano appartenere alla variante più settentrionale e migratoria tundrius, che è considerata distinta solo dal 1968. È simile al peregrinus, ma un po' più piccola; gli adulti hanno un colore più chiaro e meno caratterizzato al di sotto, mentre i giovani sono un po' più scuri e marcati. Il peso dei maschi è compreso tra 500 e 570 g, le femmine tra 900 e 960 g.[7][41]
- Falco peregrinus cassini, descritto da Sharpe nel 1873, è noto anche come falco pellegrino australe. Comprende il kreyenborgi, o falcone pallido[42] una forma di leucismo tipica soprattutto del Sud America e che per lungo tempo è stata considerata una specie separata.[43] Il suo areale comprende il Sud America e va dall'Ecuador alla Bolivia, Argentina, Cile, Terra del Fuoco e Isole Falkland.[11] È non migratore e simile al peregrinus, ma un po' più piccolo e con la regione auricolare nera. La variante kreyenborgi è di un grigio medio con piccole striature sotto e la testa simile al Falco cherrug, anche se la regione auricolare è bianca.[43]

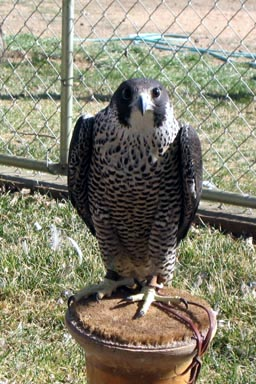
Femmina di F. p. pealei

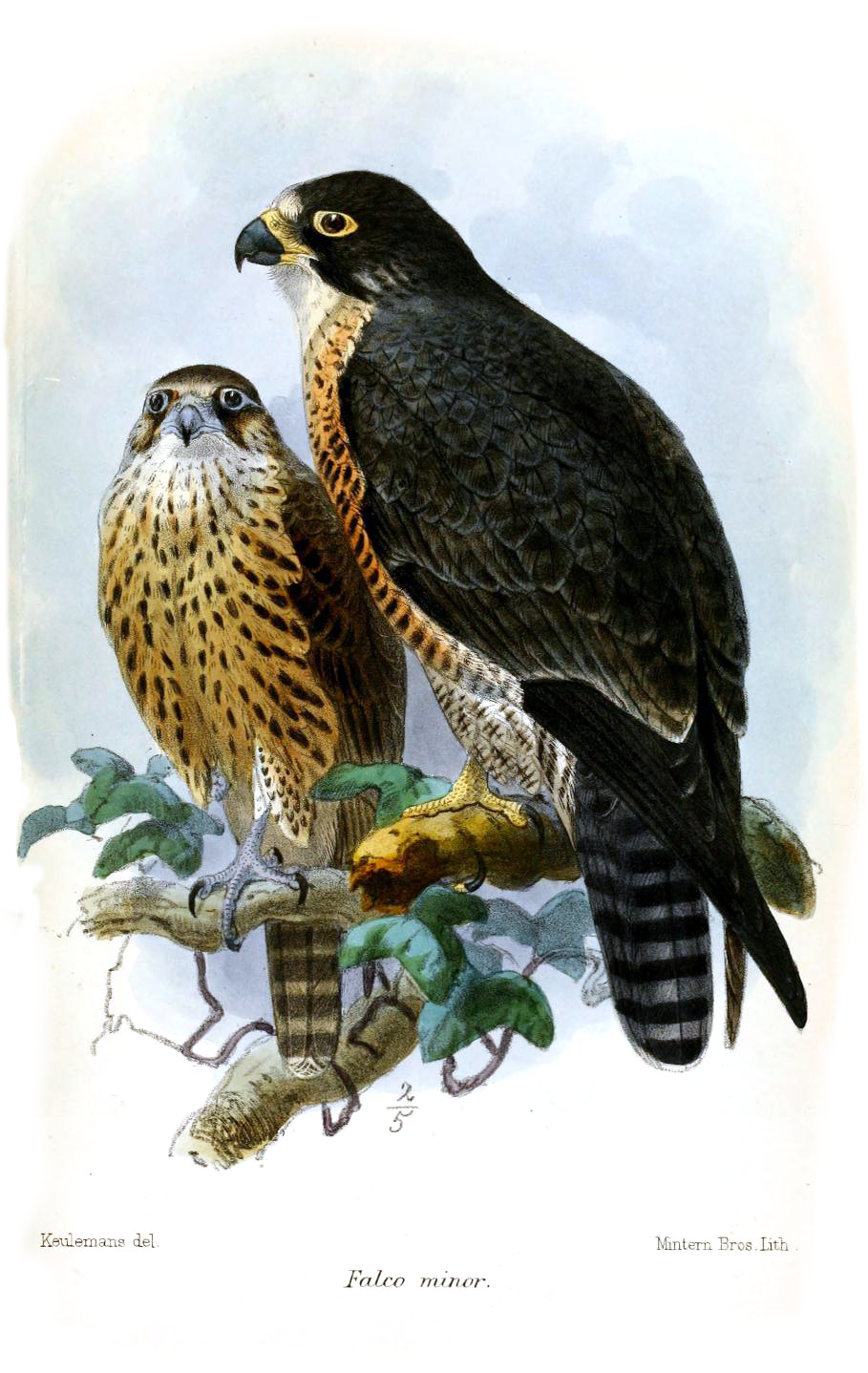
Sottospecie F. p. minor, in un'illustrazione di Keulemans, 1874

- Falco peregrinus pealei, descritto da Ridgway nel 1873, è conosciuto anche come "falco di Peale" e include il rudolfi.[44] Si trova nella costa del Pacifico nord-occidentale dell'America, a partire dallo stretto di Puget lungo la Columbia Britannica (comprese le isole Regina Carlotta, nel golfo dell'Alaska e nelle isole Aleutine, fino alla costa orientale russa del Mare di Bering.[44] Si può trovare anche nelle isole Curili e nella costa della Kamčatka. È un non-migratore. È la sottospecie più grande, tanto che sembra un tundrius più scuro e di grandi dimensioni, o un grande e striato anatum. Ha un becco molto grande.[45] I giovani possono avere una cresta più chiara.
- Falco peregrinus tundrius, descritto da C.M. White nel 1968, era stato incluso nel leucogenys. Vive nella tundra artica del Nord America e della Groenlandia. Migra per svernare nell'America centrale e nel Sud America.[45] Gli esemplari più vagabondi che raggiungono l'Europa appartengono a questa sottospecie, che era in precedenza unificata con l'anatum. È l'equivalente americano del calidus. Come dimensioni è più piccolo e più chiaro dell'anatum. La maggior parte degli individui hanno la fronte e la regione auricolare chiara con la cresta scura, diversamente dal calidus.[45] I giovani sono più tendenti al marrone e meno al grigio dei calidus, e più chiari degli anatum.
- Falco peregrinus madens, descritto da Ripley e Watson nel 1963, è caratterizzato da dicromatismo sessuale. È un non-migratore delle isole di Capo Verde;[11] la specie è in serio pericolo in quanto sembrano sopravvivere solo sei-otto coppie.[7] I maschi hanno un colore rosso slavato sul capo, la nuca, le orecchie e il dorso; il sottopancia è bruno-rosato. Le femmine sono di un bruno intenso diffuso, soprattutto sul capo e nuca.[11]
- Falco peregrinus minor, descritto da Bonaparte nel 1850. Precedentemente veniva spesso chiamato perconfusus.[46] Ha una distribuzione scarsa e a chiazze nelle aree sub-sahariane e nel Sudafrica e si spinge lungo le coste atlantiche fino al Marocco. È un non-migratore piuttosto piccolo e scuro.
- Falco peregrinus radama, descritto da Hartlaub nel 1861, si trova nel Madagascar e nelle isole Comore. È non-migratore.[11]
- Falco peregrinus brookei, descritto da Sharpe nel 1873, è conosciuto anche come falco pellegrino mediterraneo o falcone maltese.[47] Comprende il caucasicus e molti tipi della proposta razza punicus, anche se alcuni potrebbero appartenere ai pelegrinoides o loro ibridi dell'Algeria. Si trovano in tutta l'area mediterranea a partire dalla penisola iberica, tranne che nelle zone più aride del Caucaso. È un non-migratore, più piccolo del peregrinus e con una sfumatura ruggine nel sottopancia.[11] I maschi pesano circa 445 g, le femmine fino a 920 g.[10]

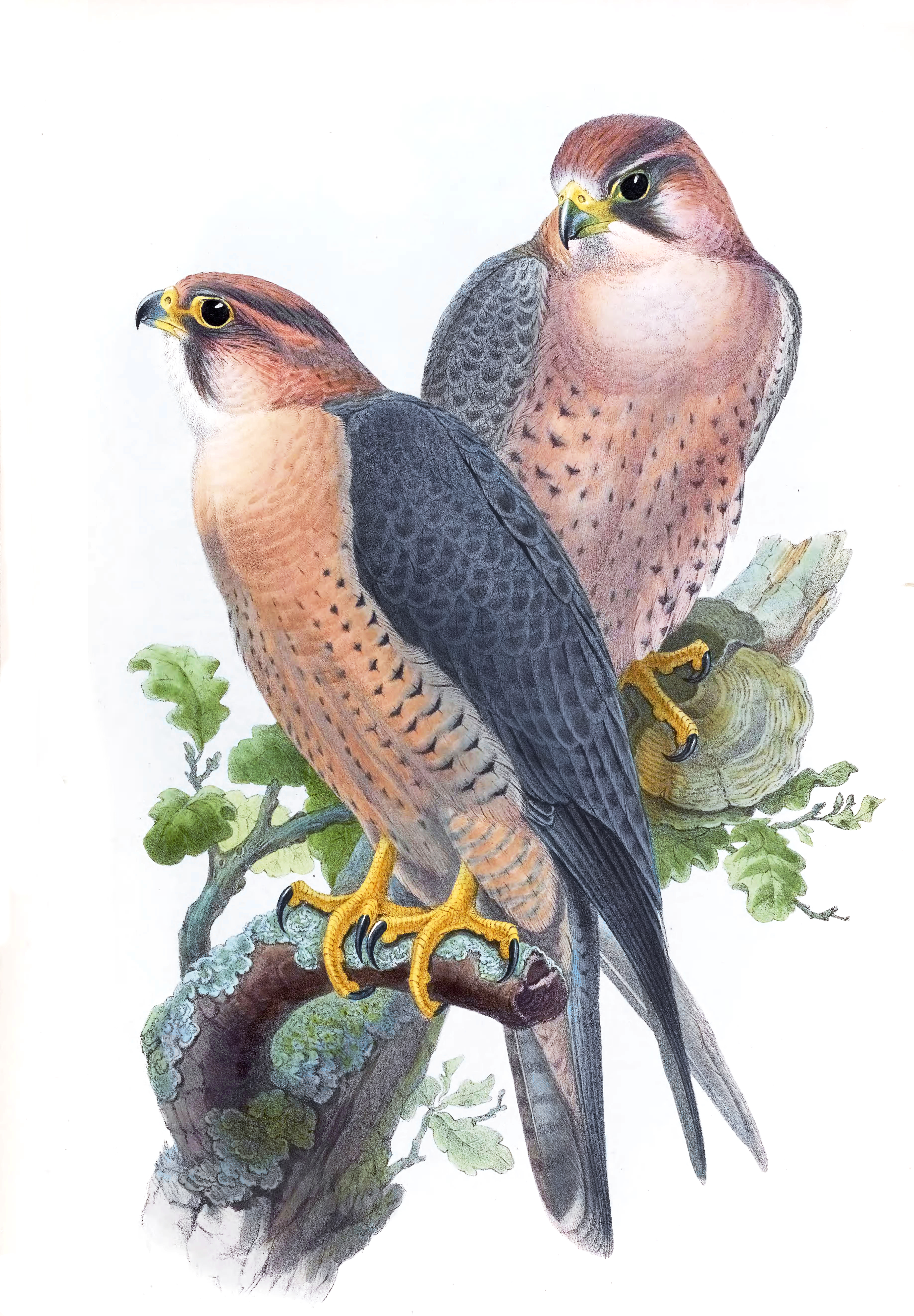
Disegno di John Gould raffigurante la sottospecie F. p. babylonicus

- Falco peregrinus ernesti, descritto da Sharpe nel 1894, si trova dall'Indonesia alle Filippine e a sud di Papua Nuova Guinea e nell'arcipelago delle Bismarck. La sua separazione dal nesiotes è da confermare. È un non-migratore, più scuro del peregrinus con dense barrature zona auricolare nera.
- Falco peregrinus furuitii, descritto da Momiyama nel 1927, si trova nelle isole Izu e Ogasawara. È un non-migratore, piuttosto raro, forse limitato a un'unica isola.[7] Ricorda il pealei, ma è più scuro specie sulla coda.[11]
- Falco peregrinus nesiotes descritto da Mayr nel 1941,[48] si trova nelle isole Figi e forse anche a Vanuatu e in Nuova Caledonia. È un non-migratore.[49]
- Falco peregrinus pelegrinoides, descritto da Temminck nel 1829, si trova nelle isole Canarie, Nord Africa, Vicino Oriente e Mesopotamia. È molto simile al brookei, ma con dorso più chiaro, collo ruggine e parte inferiore giallina con poche marcature. È più piccolo del peregrinus, con le femmine che pesano attorno a 610 g.[10]
- Falco peregrinus babylonicus, descritto da Sclater nel 1861, si trova nell'Iran orientale, lungo le catene montagnose dell'Hindu Kush, Tien Shan e Monti Altaj. Pochi esemplari svernano nel Nord dell'India, soprattutto in aree semideserte.[38] È più chiaro del pelegrinoides, simile a un piccolo Falco biarmicus chiaro. I maschi pesano 330-400 g, le femmine 513-765 g.[10]

## Conservazione
Il falco pellegrino è considerato un superpredatore. Come tale le sue popolazioni sono soggette a notevoli variazioni, dovute alle fluttuazioni delle popolazioni delle prede (quasi esclusivamente uccelli), alle persecuzioni messe in atto dall'uomo (per esempio la sistematica distruzione di esemplari nelle Highlands scozzesi, dove i falchi predano prevalentemente le pernici bianche (Lagopus lagopus), o durante la seconda guerra mondiale, quando il Governo inglese tentò, senza riuscirvi, di distruggere la specie per proteggere il traffico dei piccioni viaggiatori, usati per tenere i contatti con la Resistenza francese).
Nonostante questo, intorno al 1950, vi erano nel mondo numerosi falchi pellegrini: da 9 320 a 12 470 coppie in Europa, escludendo la Russia (D. Ratcliffe 1993); da 10 600 a 12 000 coppie in Nord America (Cade e Burnham 2003); da 3 000 a 5 000 coppie in Australia (Cade 1982); senza beninteso poter calcolare la consistenza delle popolazioni, mai studiate in quell'epoca, del resto del mondo. In Europa occidentale e in America settentrionale, poco dopo il 1950, ebbe inizio un autentico tracollo che portò alcune popolazioni al completo collasso. Per esempio, quella statunitense a est delle Montagne Rocciose scomparve completamente, mentre rimasero circa trenta coppie negli Stati occidentali (Cade e Burnham 2003). In Europa centrale e settentrionale si ebbe parimenti una quasi totale scomparsa e in Inghilterra si passò dalle circa 700 coppie del 1955 (S. Cramp, 1980) alle 68 del 1962 (D. Ratcliffe 1980). Resistettero invece quasi tutte le popolazioni del Mediterraneo (S. Cramp 1980).
In seguito al bando del DDT, alla rigorosa protezione dei siti di nidificazione dal prelievo di uova e nidiacei per la rinascita della falconeria e agli importanti interventi di reintroduzione, le popolazioni, a partire dagli anni settanta ebbero una progressiva e quasi totale ripresa. La specie, fra l'altro, si adatta volentieri alla presenza dell'uomo, tanto da nidificare spesso nei palazzi cittadini.
Da molti secoli, in Europa, collezionisti di uova, guardiacaccia e allevatori di piccioni viaggiatori hanno prelevato un costante, e talora pesante, tributo di uova, giovani e adulti di falco pellegrino, ma la popolazione complessiva ha resistito, nonostante una forte mortalità giovanile. Intorno al 1955 molte popolazioni hanno conosciuto un'importante decrescita: si osservavano con frequenza esemplari morti ma, soprattutto, si trovavano le uova, rotte nei nidi abbandonati.
Molti ricercatori, da entrambi i lati dell'Atlantico, cominciarono a intuire che la causa potesse essere l'inquinamento da insetticidi clorurati (DDT e, in particolare, DDE). Ma fu Ratcliffe (studiando uova di collezioni museali) a dimostrare che, fra il 1945 e il 1947, contemporaneamente all'introduzione massiccia di questi prodotti in agricoltura, i gusci delle uova di falco pellegrino, improvvisamente, avevano cominciato a perdere spessore. I biologi, in particolare D. S. Miller poterono successivamente dimostrare che gli insetticidi in questione provocano un'alterazione enzimatica dell'anidrasi carbonica e del calcio ATPasi, che trasportano il calcio dalla circolazione sanguigna della femmina al guscio in formazione dell'uovo. Le stesse alterazioni, e la stessa catastrofe, si riscontravano in altri falconiformi, in particolare in quelli che si nutrono principalmente di uccelli, per esempio nello sparviero. Le modalità di avvelenamento erano da individuare nella catena alimentare: insetto-uccello insettivoro-falco. La discrepanza fra gli anni dei primi massicci avvelenamenti e quelli degli effettivi collassi delle popolazioni è spiegata con la sopravvivenza degli adulti, più resistenti all'avvelenamento, la cui mancata riproduzione portò a effetti visibili solo alcuni anni più tardi.
In considerazione del valore sentimentale che lega l'uomo a questa mitica specie, fin dai tempi degli antichi Egizi e per la falconeria, in pochi anni ci si convinse a bandire, l'uso di DDT e DDE, almeno in Europa e America settentrionale. Contemporaneamente furono rinforzate le tutele nei confronti delle predazioni tradizionali da parte dell'uomo: falconeria, difesa della selvaggina e dei piccioni viaggiatori. Prelievi che erano tollerabili in epoche di popolazioni abbondanti, non lo erano certo più quando la specie sembrava sull'orlo dell'estinzione. In Europa e in particolare nelle Isole britanniche le popolazioni residue di falchi si dimostrarono sufficienti a una ripresa spontanea. Vi furono piccoli nuclei di esemplari riprodotti e rilasciati (in Francia, a Pavia, in Inghilterra), ma solo a scopo di studio. Negli Stati Uniti e in Canada, invece, la specie era praticamente scomparsa. Un gruppo di studiosi facenti capo alla Cornell University, sotto la guida di Tom J. Cade fondò il Peregrine Fund, con lo scopo di riprodurre in cattività e successivamente liberare i falchi pellegrini. L'operazione ebbe un successo completo, tanto che nel 2003 si potevano contare complessivamente 2 000 coppie nidificanti, che occupavano quasi gli stessi ambienti di prima del tracollo, e in più molto numerosi, le aree urbane.
A oggi la popolazione italiana di falchi pellegrini conta almeno un migliaio di coppie nidificanti e altrettanti numerosi esemplari, concentrati prevalentemente in Sicilia e Sardegna. Numerosi sono gli esemplari concentrati nell'Appennino settentrionale (grazie anche alle introduzioni di Pavia di cui i discendenti hanno colonizzato nuovi spazi) e anche in Lombardia negli ultimi anni, in particolare presso le città di Milano e Como.